# Alfonso Robledo Jaramillo
Alfonso Robledo Jaramillo (Neira, 8 de noviembre de 1876-Bogotá, 29 de julio de 1935) fue un político y diplomático colombiano. 
Se desempeñó como Alcalde de Bogotá, Ministro del Tesoro y embajador de Colombia en Italia. 

## Reseña Biográfica
Nació en la población caldense de Neira, cuando aún hacía parte de Antioquia, en noviembre de 1876, en plena Guerra de las Escuelas. Hijo del banquero Alfonso Robledo Calle y de Cecilia Jaramillo Jaramillo, realizó su educación primaria en su población natal, para después trasladarse a estudiar al colegio jesuita de San Ignacio, en Medellín; sin embargo, debió interrumpir sus estudios para hacerse cargo de los negocios de su padre, después de que este enfermara gravemente.
Después se trasladó a Manizales, donde dirigió la Revista Nueva. Allí fundó la primera institución educativa de Caldas enfocada en la reforma pedagógica, y se dedicó a los negocios y a la literatura. En 1916, durante el gobierno de José Vicente Concha, se desempeñó como Ministro del Tesoro. Durante la administración de Enrique Olaya Herrera, fue nombrado como Embajador en Italia. Fue delegado de Colombia en el Congreso Bolivariano de Panamá de 1919. En 1929, durante el último año de la Hegemonía Conservadora, fue nombrado Alcalde de Bogotá por Miguel Abadía Méndez. 
Siendo Presidente de la Sociedad de Mejoras y Embellecimiento de Bogotá, en 1919, evitó la demolición de la Casa Museo Quinta de Bolívar.
En 1918 se convirtió en miembro de número de la Academia Colombiana de Historia, y posteriormente de la Academia Colombiana de la Lengua. También fue miembro de la Academia de Ciencias y Artes de Cádiz. Fue condecorado con la Gran Cruz de Isabel La Católica.
Fue autor de El periodismo: Una lengua y una raza, Don Miguel Antonio Caro, La vaca, plegaria del trabajo, etc.